# Biscutella rotgesii
Espèce
Classification phylogénétique
Statut de conservation UICN

 CR B1ab(iii,iv)+2ab(iii,iv) : 
En danger critique
Biscutella rotgesii (la lunetière de Rotgès) est une espèce de plantes à fleurs de la famille des Brassicaceae.
On la trouve uniquement en Corse, en France. Son habitat naturel est la végétation arbustive de type méditerranéen. Elle est menacée par la perte de son habitat.